# 曺泳珪
曺 泳珪（チョ・ヨンギュ、朝鮮語: 조영규、1912年10月7日または1913年10月7日 - 1986年6月21日）は、日本統治時代の朝鮮および大韓民国の医師、政治家。制憲・第3・4・5代韓国国会議員。
本貫は昌寧曺氏。号は観海（クァネ、관해/觀海）。元国会議員・政務長官の曺淇相は息子、彼は朴炳培の娘と結婚した。

## 経歴
日本統治時代の全羅南道霊光郡出身。京城第一公立普通学校（現・京畿高等学校）卒、1934年北京大学経済科5年卒業（または2年修了）。全羅南道光州道立医院外科勤務を経て、朝鮮総督府医師試験に合格し、出身地の霊光郡で医院を開業した。光復後は1946年に米軍政庁医師試験に合格し、南朝鮮過渡立法議院議員、大韓独立促成国民会霊光郡支部組織部長・副支部長、大韓独立促成青年団団長、韓国民主党発起人・霊光郡支部長、朝鮮民族青年団霊光郡団長、霊光保健診療所所長、民族代表者大会霊光郡議員、制憲国会連絡委員（院内総務）、霊光体育会副会長、民国党霊光郡委員長、民主党中央常務委員、国会内務委員・国会議員選挙法案起草特別委員会委員長、新民党中央常務委員会副議長・指導委員、内外問題研究所理事長を務めた。
1986年6月21日午後、霊光郡霊光邑白鶴里の自宅で死去。73歳没。

## エピソード
霊光郡霊光邑白鶴里にある「昌寧曺氏観海公家屋」は国家登録文化財第678号に指定されている。
1948年の初代総選挙では霊光郡選挙区から無投票で当選した。
制憲国会議員時代はソウル市内で病院としても使えるほどの大きな邸宅に住んでいたが、朝鮮戦争の時は人民委員会の事務室として使われたため、議政活動に関する資料はすべて消えた。
民主党の闘士であり、自由党側から見れば厄介な存在である。
1960年11月23日に行われた第5代国会第37回第48次国会本会議で憲法改正案についての討論中、鄭南奎に対し度が過ぎた野次を飛ばしたため、国会議長を務めていた郭尚勲に退場を命じられた金永修に対し復帰を求める請願を演説し、この演説に議長もある程度納得を示したため当該議員の復帰が許可された。
1963年の第6代総選挙では自由民主党の候補として立候補したが落選した。故郷の霊光郡では代わりに息子の曺淇相が選挙区を受け継いで出馬したが、こちらも落選した。